# Janesville (Minnesota)
Janesville ist eine Kleinstadt (mit dem Status „City“) im Waseca County im US-amerikanischen Bundesstaat Minnesota. Das U.S. Census Bureau hat bei der Volkszählung 2020 eine Einwohnerzahl von 2.421 ermittelt.

## Geografie
Janesville liegt im Süden Minnesotas auf 44°07′04″ nördlicher Breite und 93°42′29″ westlicher Länge. Der Ort erstreckt sich über eine Fläche von 4,53 km².
Benachbarte Orte von Janesville sind Elysian (13,7 km nördlich), Waterville (20,4 km nordöstlich), Waseca (16,8 km ostsüdöstlich), Waldorf (20,7 km südlich), Pemberton (17,8 km südwestlich), St. Clair (16,1 km westsüdwestlich), Eagle Lake (15,8 km westnordwestlich) und Madison Lake (17,3 km nordwestlich).
Die nächstgelegenen größeren Städte sind Minneapolis (123 km nordnordöstlich), Minnesotas Hauptstadt Saint Paul (128 km in der gleichen Richtung), Rochester (108 km östlich), Cedar Rapids in Iowa (352 km südöstlich), Iowas Hauptstadt Des Moines (324 km südlich), Omaha in Nebraska (476 km südwestlich), Sioux Falls in South Dakota (294 km westsüdwestlich) und Fargo in North Dakota (462 km nordwestlich).

## Verkehr
Der vierspurig ausgebaute U.S. Highway 14 führt entlang des südlichen Stadtrandes von Janesville. Alle weiteren Straßen sind untergeordnete Landstraßen, teils unbefestigte Fahrwege sowie innerörtliche Verbindungsstraßen.
Durch das Stadtgebiet von Janesville verläuft in West-Ost-Richtung eine Eisenbahnstrecke der Dakota, Minnesota and Eastern Railroad.
Mit dem Waseca Municipal Airport befindet sich 15,2 km ostsüdöstlich ein kleiner Flugplatz. Der nächste größere Flughafen ist der Minneapolis-Saint Paul International Airport (118 km nordnordöstlich).

## Demografische Daten
Nach der Volkszählung im Jahr 2010 lebten in Janesville 2256 Menschen in 889 Haushalten. Die Bevölkerungsdichte betrug 498 Einwohner pro Quadratkilometer. In den 889 Haushalten lebten statistisch je 2,49 Personen.
Ethnisch betrachtet setzte sich die Bevölkerung zusammen aus 98,0 Prozent Weißen, 0,4 Prozent Afroamerikanern, 0,3 Prozent amerikanischen Ureinwohnern, 0,2 Prozent Asiaten sowie 0,3 Prozent aus anderen ethnischen Gruppen; 0,8 Prozent stammten von zwei oder mehr Ethnien ab. Unabhängig von der ethnischen Zugehörigkeit waren 1,3 Prozent der Bevölkerung spanischer oder lateinamerikanischer Abstammung.
23,1 Prozent der Bevölkerung waren unter 18 Jahre alt, 62,1 Prozent waren zwischen 18 und 64 und 14,8 Prozent waren 65 Jahre oder älter. 51,9 Prozent der Bevölkerung war weiblich.

Das mittlere jährliche Einkommen eines Haushalts lag bei 52.917 USD. Das Pro-Kopf-Einkommen betrug 21.809 USD. 10,7 Prozent der Einwohner lebten unterhalb der Armutsgrenze.